# Graphics BASIC
Graphics BASIC ist eine Erweiterung des Commodore-BASIC-2.0-Befehlsatzes für den Commodore-64-Heimcomputer. Es erlaubt die einfache Nutzung der für die Zeit fortschrittlichen Multimedia-Fähigkeiten des C64, wie hochauflösende Grafik, Sprites und Sound. Graphics BASIC wurde 1983 von Ron Gilbert entwickelt und als Erweiterungsmodul sowie als 5,25’’-Diskette für den C64 veröffentlicht.

## Graphik
Der für die Bildschirmausgabe des Commodore 64 zuständige Chip VIC erlaubt unterschiedliche Ausgabemodi für die Darstellung von reinem Text oder Grafik. Beide Grafikmodi werden von Graphics Basic unterstützt: HIRES für die höhere Auflösung (320×200 Pixel) mit jeweils zwei Farben in einem 8×8-Block sowie mittels MULTI den Multi-Color-Mode mit vier Farben in einem 4×8-Block bei reduzierter Auflösung von 160×200 Pixel. Für die Textdarstellung kennt Graphics Basic den Befehl TEXT. Die Modi können als Besonderheit ab einer bestimmbaren horizontalen Bildzeile umgeschaltet werden, was eine gemischte Darstellung erlaubt.

### Programmbeispiel
Graphics BASIC erlaubte die Nutzung grafischer Primitive wie Punkt, Linie, Kreis und Rechteck im grafischen Modus des C64.
```
 
DOT
 
160
,
100

 
LINE
 
80
,
50
 
TO
 
240
,
150

 
BOX
 
10
,
10
 
TO
 
20
,
20

```